# Harrie de Swart
Henricus Cornelius Maria (Harrie) de Swart (5 september 1944) is een Nederlands wiskundige en oud-hoogleraar in de filosofie van de wiskunde aan de Universiteit van Tilburg, aan de Radboud Universiteit in Nijmegen en de Erasmus Universiteit in Rotterdam. Met Evert Willem Beth en Dirk van Dalen geldt hij in Nederland als een van de autoriteiten in het grondslagenonderzoek.

## Levensloop
De Swart studeerde wiskunde en natuurkunde aan de Katholieke Universiteit Nijmegen van 1962 tot 1966. In 1976 promoveerde hij hier onder Johan de Iongh op een proefschrift over institutionele logica.
Na z'n afstuderen was De Swart zijn academische loopbaan begonnen aan de Universiteit van Nijmegen op de afdeling Wiskunde faculteit en later op de afdeling filosofie. Na z'n promotie was hij een jaar onderzoeker aan de Princeton Universiteit op de afdeling Geschiedenis van de Wetenschapsfilosofie. Terug in Nederland werd hij hoogleraar aan de Universiteit van Tilburg, en gaf hij verder les aan de Universiteiten van Nijmegen en Rotterdam.
Op z'n vakgebied grondslagen van de wiskunde, logica, taalanalyse en sociale keuze theorie begeleidde hij een 20-tal promovendi.